# Maria Karłowska

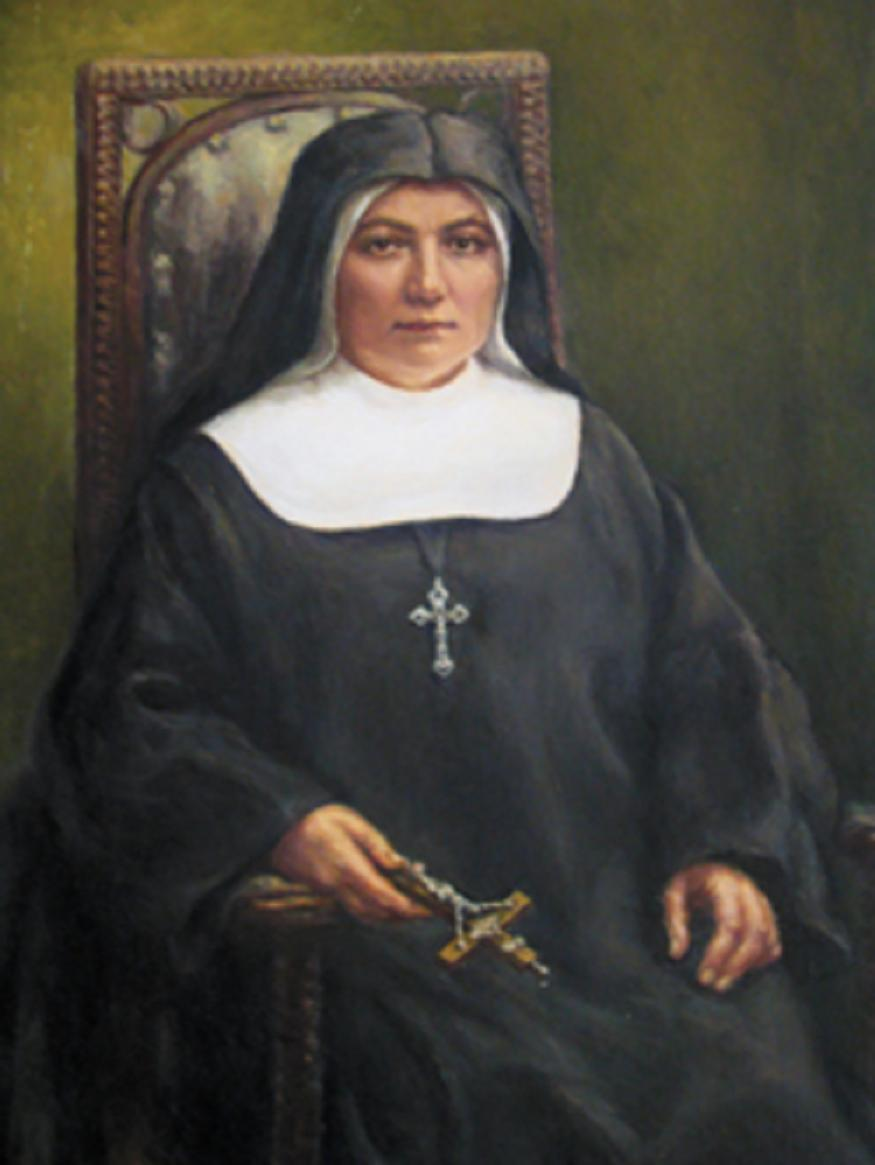
Maria Karłowska (1865–1935)

Maria Karłowska (* 4. September 1865 im heutigen Karłowo, damals Provinz Posen, Preußen; † 24. März 1935 in Pniewite, Polen) war eine römisch-katholische Ordensfrau und Gründerin der Kongregation der Schwestern vom Guten Hirten der Göttlichen Vorsehung. In der katholischen Kirche wird sie als Selige verehrt.

## Leben
Maria Karłowska wurde am 4. September 1865 als elftes Kind des Mateusz Karłowska und der Eugenia Dembińska geboren und wurde im selben Monat getauft. Im Jahr 1875 ging sie zur Erstkommunion. 1882 Jahr starben ihre beiden Eltern im Abstand von nur zwei Monaten. Allein auf sich gestellt legte sie im Alter von nicht einmal 18 Jahren mit der Erlaubnis ihres Beichtvaters ein Keuschheitsgelübde ab.
Maria ging nach Berlin, um dort eine Ausbildung zur Schneiderin zu absolvieren. Nach dem Abschluss der Ausbildung arbeitete sie bei einer ihrer Schwestern in der Schneiderei. Sie begann damit, alte und kranke Menschen in ihrer Nachbarschaft zu besuchen und sich um sie zu kümmern. Im November 1892 begegnete sie auf der Straße einer Prostituierten. Seit dieser Begegnung beschloss sie, den armen Mädchen und jungen Frauen zu helfen, um aus der Spirale des Verbrechens und des moralischen Verfalls herauszukommen. Die damaligen Regierung überließ die Prostituierten größtenteils sich selbst und führte nur ab und zu Gesundheitskontrollen durch, um die Ausbreitung von Geschlechtskrankheiten einzudämmen. Die Mädchen und jungen Frauen wurden von der Gesellschaft geächtet. Daher konnte sich Maria zu Beginn nur in Hinterhöfen und Hauseingängen mit ihnen treffen, um ihnen zu helfen.
Bald schlossen sich Maria mehrere junge Frauen an, die sie bei ihrer Arbeit unterstützen wollten. Sie konnten bald ein Heim für die umkehrwilligen Frauen eröffnen und Maria und ihre Mitstreiterinnen schlossen sich zu einer religiösen Gemeinschaft zusammen. Am 8. September 1896 gründete sie die Schwestern vom Guten Hirten der Göttlichen Vorsehung.
Die Schwestern nahmen Mädchen und junge Frauen, die von der Prostitution weg wollten, in ihrem Haus auf. Sie kümmerten sich um sie, gaben ihnen Schul- und Berufsbildung und bereiteten sie für ein eigenes Leben in Ehe und Familie vor.
Am 20. Juni 1902 legte Maria zusammen mit anderen Schwestern die feierlichen Gelübde ab und am 13. April 1909 erhielt die Gemeinschaft die bischöfliche Anerkennung. Von der Gründung bis zu ihrem Tod diente sie der Gemeinschaft als Generaloberin mit dem Ordensnamen Maria vom gekreuzigten Jesus.
Als Würdigung ihres Werkes erhielt Mutter Maria Karłowska im Jahr 1928 das Verdienstkreuz der Republik Polen.
Am 24. März 1935 starb Mutter Maria Karłowska und wurde im Mutterhaus der Gemeinschaft beigesetzt.
Die Kongregation erhielt die päpstliche Anerkennung im 24. Mai 1967 unter Papst Paul VI.

## Seligsprechung
Im Jahr 1965 begann der Seligsprechungsprozess, der 1982 auf Diözesanebene abgeschlossen wurde. Die Positio wurde im Jahr 1991 an die Kongregation für die Heiligsprechungen übergeben.
1995 unterschrieb Papst Johannes Paul II. das Dekret über den heroischen Tugendgrad und verlieh ihr den Titel Ehrwürdige Dienerin Gottes. Das für die Seligsprechung notwendige Wunder wurde von gleichen Papst per Dekret am 8. April 1997 anerkannt.
Am 6. Juni 1997 wurde Mutter Maria Karłowska von Johannes Paul II. während seiner Polen-Reise in Zakopane seliggesprochen.

## Gedenktag
Ihr Gedenktag in der Liturgie der Kirche ist ihr Todestag, der 24. März.